# روي ساكرامينتو
روي ساكرامينتو (31 يناير 1985 بماتوسينهوس في البرتغال - ) هو لاعب كرة قدم برتغالي في مركز حراسة المرمى. شارك مع منتخب البرتغال تحت 17 سنة لكرة القدم ومنتخب البرتغال تحت 18 سنة لكرة القدم ومنتخب البرتغال تحت 19 سنة لكرة القدم. أما مع النوادي، فقد لعب مع نادي أروكا ونادي جل فيسنتي ونادي ليتشويس وS.C. Esmoriz ‏ وFC Porto B ‏ ونادي فييرينسي ونادي كامتشا ‏ وC.A. Valdevez ‏.

## روابط خارجية
- روي ساكرامينتو على موقع قاعدة بيانات كرة القدم.إي يو (الإنجليزية)
- روي ساكرامينتو على موقع Soccerway.com (الإنجليزية)
- روي ساكرامينتو على موقع AS.com (الإسبانية)